# Jurij Mazurok
Jurij Antonovič Mazurok (rusky Ю́рий Анто́нович Мазуро́к, 18. července 1931 Kraśnik – 1. dubna 2006 Moskva) byl ruský operní pěvec (baryton) ukrajinského původu.

## Kariéra
Ve Velkém divadle slavně debutoval v roce 1963 v titulní roli Čajkovského opery Evžen Oněgin, která se stala jeho životní. Vystupoval na nejvýznamnějších scénách světa, včetně Metropolitní opery, londýnské Royal Opera House v Covent Garden a Vídeňské státní opery.

## Nahrávky
Zůstalo po něm mnoho nahrávek, např. Evžen Oněgin (s Galinou Višněvskou a Vladimirem Atlantovem za řízení Mstislava Rostropoviče z roku 1970 s Tamarou Milaškinovou a Atlantovem za řízení Marka Ermlera z roku 1979) nebo Trubadúr (s Katiou Ricciarelliovou, José Carrerasem a Stefanií Toczyskou za řízení Sira Colina Davise, 1980).
Na DVD je zaznamenáno představení Pikové dámy ve Velkém divadle s Atlantovem, Milaškinovou a Jelenou Obrazcovovou.